# Chamaelimnas splendens
Chamaelimnas splendens är en fjärilsart som beskrevs av Smith 1902. Chamaelimnas splendens ingår i släktet Chamaelimnas och familjen Riodinidae. Inga underarter finns listade i Catalogue of Life.